# Бхандари, Сабитра
Сабитра Бхандари (непальск. साबित्रा भण्डारी; англ. Sabitra Bhandari; род. 23 мая 1996, Симпани) — непальская футболистка, нападающий индийского «Гокулам Керал» и женской сборной Непала.

## Биография
Сабитра Бхандари родилась 2 мая 1996 года в непальской деревне Симпани в районе Ламджунг.
Играет в футбол на позиции нападающего. Начала карьеру в 2014 году в непальском АПФ.
В 2019 году перешла в индийский «Сетху» из Тамилнада. Уже в первом матче против «Манипур Полис» 6 мая забила четыре мяча. Всего на её счету в течение сезона 15 мячей в 7 играх. В составе «Сетху» Бхандари стала чемпионкой Индии.
В том же году была удостоена непальской национальной спортивной премии «Пульсар» как лучшая футболистка.
В 2020 году перешла в индийский «Гокулам Керала» из Кожикоде, с которым также выиграла золотую медаль чемпионата, забив 31 мяч за сезон.
В 2021 году вернулась в АПФ.
12 ноября 2014 года дебютировала в женской сборной Непала. Первым стал матч чемпионата Федерации футбола Южной Азии в Исламабаде против Бутана (8:0), в котором Бхандари забила гол. Завоевала серебряную медаль турнира.
26 декабря 2016 года в рамках чемпионата Федерации футбола Южной Азии в Силигури забила шесть мячей в ворота сборной Бутана (8:0). Стала лучшим снайпером турнира, забив 12 мячей.
В 2019 году вновь стала серебряным призёром чемпионата Федерации футбола Южной Азии в Катманду. Забив 4 мяча, поделила первое место в гонке снайперов турнира с Индуматхи Катхиресан из Индии.
К 2022 году на счету Бхандари 34 матча и 38 мячей в составе женской сборной Непала. Она лучший снайпер в истории сборной.

## Достижения

### Командные
Сетху
- Чемпионка Индии (1): 2019.

 Гокулам Керала
- Чемпионка Индии (1): 2020.

 Женская сборная Непала
- Серебряный призёр чемпионата Федерации футбола Южной Азии (1): 2014.

### Личные
- Лучший снайпер чемпионата Федерации футбола Южной Азии (2): 2016, 2019.
- Непальская национальная премия «Пульсар» (1): 2019.